# Milica Mandić
Milica Mandić (Belgrado, 6 dicembre 1991) è una taekwondoka serba. Ha rappresentato la Serbia ai Giochi olimpici estivi di Londra 2012, Rio de Janeiro 2016 e Tokyo 2020, vincendo due ori olimpici.

## Palmarès
| Anno | Manifestazione          | Sede           | Evento | Risultato | Note |
| ---- | ----------------------- | -------------- | ------ | --------- | ---- |
| 2011 | Campionati mondiali     | Gyeongju       | -73 kg | Bronzo    |      |
| 2012 | Campionati europei      | Manchester     | -73 kg | Argento   |      |
| 2012 | Giochi olimpici         | Londra         | +67 kg | Oro       |      |
| 2013 | Giochi del Mediterraneo | Mersin         | +67kg  | Argento   |      |
| 2014 | Campionati europei      | Baku           | -73 kg | Argento   |      |
| 2015 | Giochi europei          | Baku           | +67 kg | Argento   |      |
| 2016 | Campionati europei      | Montreux       | -73 kg | Argento   |      |
| 2016 | Giochi olimpici         | Rio de Janeiro | +67 kg | 9ª        |      |
| 2017 | Campionati mondiali     | Muju           | -73 kg | Oro       |      |
| 2021 | Campionati europei      | Sofia          | -73 kg | Argento   |      |
| 2021 | Giochi olimpici         | Tokyo          | +67 kg | Oro       |      |